# Tephritis sauterina
Tephritis sauterina är en tvåvingeart som beskrevs av Merz 1994. Tephritis sauterina ingår i släktet Tephritis och familjen borrflugor.
Artens utbredningsområde är Schweiz. Inga underarter finns listade i Catalogue of Life.